# Santo Cristo de la Buena Muerte (Popayán)
El Santo Cristo de la Buena Muerte denominado simplemente como El Crucifijo, es una advocación de Nuestro Señor Jesucristo bajo la cual se venera una escultura de tipo religioso de Cristo crucificado, situándose su santuario principal en la Iglesia del Espíritu Santo al extremo suroccidente del Centro Histórico de Popayán, capital del departamento del Cauca en Colombia.
Es uno de los crucifijos más antiguos que aun se veneran y se conservan íntegros en la ciudad blanca, destacando su procedencia singular, arribando desde el desaparecido Reino de Francia hacia los primeros años del siglo XVII,siendo la única muestra de imaginería de la escuela artística barroca francesa que tiene Popayán.

## Historia
Se piensa que la imagen pudo ser tallada entre el periodo de mediados a finales del siglo XVII en el Reino de Francia, por encargo de la Orden de los Camilianos quienes fueron invitados a asentarse en la ciudad de Asunción de Popayán por parte del obispo de ese entonces y el presbítero don José Beltrán de Caicedo, debido a que el 2 de febrero de 1736 tuvo lugar un terremoto que devastó a la ciudad blanca y afectó a más de la mitad de sus habitantes. Por ende, se decidió construir un hospital para el cuidado de la población en el sector del humilladero, buscando la diócesis a una orden religiosa para administrarlo y atenderlo.
José Beltrán de Caicedo concedió 20.000 pesos reales para sufragar la travesía de la orden camiliana desde España hasta Popayán.Arribando a la ciudad en la década de 1760, donando el presbítero unos terrenos en el sector denominado ''El Achiral'' para la construcción del convento, su templo y el establecimiento de un colegio, dedicándose el complejo solemnemente en una misa realizada el 14 de julio de 1766, siendo amparada la capilla bajo la protección del crucifijo francés bajo la advocación del Santo Cristo de la Buena Muerte.
La devoción de la población al Santo Cristo de la Buena Muerte se incrementó con el paso del tiempo, debido a que los hermanos camilianos se encargaron de la propagación de su veneración entre los sectores populares de Popayán y en especial los más vulnerables como los desvalidos, moribundos y enfermos terminales que atendían en el Hospital del Humilladero, dándoles consuelo en sus horas finales para un paso a una buena muerte. Convirtiéndose la capilla en un punto de referencia donde acudían los necesitados en busca de consuelo en sus penas y con la confianza de la atención de sus plegarias.
Sin embargo, con el inicio del siglo XIX también trajo consigo la inestabilidad y el posterior colapso del Virreinato de la Nueva Granada ante las guerras por la independencia de Colombia, los Camilianos de la Buena Muerte al ser firmes partidarios de la corona española y del bando realista se vieron obligados a abandonar la administración del Hospital del Humilladero y huir de la ciudad, dejando atrás el convento, la capilla y todo su mobiliario (incluido el Crucifijo), que quedó en manos de la diócesis de Popayán al ser los hermanos finalmente exiliados del continente hacia España en la década de 1820.
Con la expulsión de los Camilianos, la devoción al Santo Cristo de la Buena Muerte dejó de ser propagada y cayó en decadencia, al mismo tiempo que la capilla y el convento quedaban en desuso, solo siendo frecuentados por los vecinos del sector. No obstante, a comienzos del siglo XX la ahora arquidiócesis de Popayán, decidió ceder el claustro y la iglesia adyacente a la recién llegada Familia Marista para su asentamiento en la ciudad, sin embargo, al ser el complejo insuficiente para sus actividades, se decidió emprender un proyecto de ampliación, construyéndose la Iglesia Neogótica de las Mercedes entre los años 1928 y 1930, siendo dedicada el 15 de agosto.
Por desgracia, con la reanudación de las obras de ampliación del nuevo convento, se tomó la terrible decisión de demoler la centenaria capilla, por lo que durante este proceso se perdió buena parte del rico mobiliario que aun conservaba, siendo un ejemplo, la imagen del Amo Jesús de San Camilo. Sin embargo, el Santo Crucifijo logró ser resguardado y actualmente se le venera aún en el centro del altar mayor de la Iglesia del Espíritu Santo, parte del complejo de la Villa Marista al extremo suroccidental del centro histórico.

## Semana Santa
A pesar de su relevancia en tiempos virreinales en la población payanesa, el Santo Cristo de la Buena Muerte, nunca obtuvo un papel importante en las tradicionales procesiones de Semana Santa hasta mediados del siglo XX, cuando fue incorporado en el paso denominado como su nombre original o también conocido como simplemente El Crucifijo.
El Santo Cristo de la Buena Muerte o El Crucifijo sale a desfilar durante la Procesión del Amo Jesús en la noche del Miércoles Santo y con sede en la Ermita de Jesús Nazareno, Santa Bárbara y Santa Catalina de Alejandría, pero siendo armado y resguardado en la Iglesia de la Encarnación, posicionándose entre los pasos de El Cristo en agonía por enfrente y de La Dolorosa por detrás, siendo presidido por el Cura Rector de la Ermita hacia su parte posterior.
Siendo declarada la Semana Santa de Popayán como Patrimonio de la Humanidad y siendo inscrita en la Lista representativa del Patrimonio Cultural Inmaterial de la Humanidad por la Unesco en septiembre de 2009.